# Richard et Cosima
Pour plus de détails, voir Fiche technique et Distribution.
Richard et Cosima (en allemand : Wahnfried: Richard und Cosima) est un film biographique et dramatique franco-allemand réalisé par Peter Patzak et sorti en 1986.
Le film a été projeté hors compétition au Festival de Cannes 1987.

## Synopsis
La vie et la mort du compositeur Richard Wagner...

## Distribution
- Otto Sander : Richard Wagner
- Tatja Seibt : Cosima Wagner
- Fabienne Babe : Judith Mendes-Gautier
- Peter Matic : Hans von Bülow
- Anton Diffring : Franz Liszt
- Christoph Waltz : Friedrich Nietzsche
- Anja Jaenicke : Daniela von Bülow
- Luise Prasser : Malwida von Meysenbug
- Carmen Fuggiss : Carrie Pringle
- Arnfried Lerche : Catulle Mendès
- Rudolf Wessely : Schnappauf
- Annette Richter : Blandine von Bülow
- Isabelle Weggler : Isolde von Bülow
- Beate Finckh : Elisabeth Nietzsche
- Philipp Weggler :
- Ludwig Thiesen :
- Ingrid Kaiser :
- Frank Röth :
- Daniel Werner :
- Nicole Spiegel :
- Gerhard Zeumer :
- Uwe Dammbruch :
- Uta-Maria Flake :
- Frances Ginzer :
- Christian Bauer :